# 360 Карлова
360 Карлова (360 Carlova) — астероїд головного поясу, відкритий 11 березня 1893 року Огюстом Шарлуа у Ніцці.
Тіссеранів параметр щодо Юпітера — 3,196.